# Méthoxybutane
Le méthoxybutane est un éther méthylique de formule semi-développée CH3(CH2)3OCH3. Il peut servir de solvant pour des composés hydrophobes.